# Boris Blacher
Boris Blacher (Newchwang, Xina, 19 de gener, 1903 - Berlín Alemanya, 30 de gener, 1975) fou un compositor alemany de pares russos.
Després de viure una llarga temporada a Rússia, estudià a Berlín amb Friedrich Koch (1922-1926). El 1928 feu els seus estudis dodecafònics. Fou professor de composició a Dresden (1938-1939), director musical de Radio Berlín, professor de composició en aquesta ciutat (1948) i director de la Hochschule für Musik, on entre d'altres alumnes tingué a Roland Kayn.
Blacher fou un dels compositors que varen viure en el període de repressió de l'Alemanya nazi, en la què s'imposà un tipus de composició primitiva i populatxera. Això no obstant, tal vegada per venir d'altres països, o per convicció personal, no es rebaixà a compondre pornografies musicals, ni aspirà a ser un músic oficial del Tercer Reich com Werner Egk.
Les obres que es coneixen d'ell, són posteriors a la Segona Guerra Mundial. Potser, equivocada o no la seva estètica, el fet d'haver estat en contacte amb altres cultures sigui la causa que la seva obra no manifesti –almenys de manera notable- la típica desorientació de l'Alemanya de postguerra, en la que es donaven barreges monstruoses d'un romanticisme en què les figures ja decadents eren preses com a model, primitivisme encara de gust nazi i intents absurds de cercar la puresa ària en les elucubracions dodecafòniques.
Al marge de tan nefastes influències, Blacher es deixà influir per Stravinski i Arnold Schönberg, tècnica per la qual comença a interessar-se ja el 1928, malgrat que després se'n desinteressà. Tampoc hi podia mancar, en el seu gust per l'exòtic, la presència del jazz, com en donen fe els seus Dos Poemes, per a quartet de jazz, la Partita i el Concert.
En el ritme creà la fórmula que anomenà metro variable i progressiu, que començà a practicar en el seu Klavierr-Ornamente (1950), i reapareix al llarg de tota la seva obra. Es tracta d'un sistema de simplificació rítmica basat en transformacions progressives dels compassos subjectes a un ordre i periodicitat. És autor, a més, d'unes Variacions per a orquestra (1974), Studie in pianissimo (1954), concerts per a violí, piano, per a orquestra de jazz, i entre altres obres per a orquestra i música de cambra, les òperes-ballet Hamlet, Lysistrata, El gran inquisidor i l'òpera-ballet Preussiches Märchen.